# Malo mi je jedan život s tobom
Malo mi je jedan život s tobom je naziv petnaestog studijskog albuma Miše Kovača izdanog 1987. godine. Ukupna tiraža ovog albuma je 450.000 primjeraka.

## Popis pjesama
1. Svi pjevaju, ja ne čujem (Đorđe Novković – Marina Tucaković – Mato Došen)
2. Poljubi zemlju (Ozana Novković – Željko Pavičić – Mato Došen)
3. Malo mi je jedan život s tobom (Đorđe Novković – Marina Tucaković – Mato Došen)
4. Južnjačke sam krvi (Đorđe Novković – Željko Pavičić – Mato Došen)
5. Duša mi je prazna (Marina Tucaković – Mato Došen)
6. Sutra mi sude (Đorđe Novković – Željko Pavičić – Mato Došen)
7. Slušaj majko, moju pjesmu (Đorđe Novković – Željko Pavičić – Mato Došen)
8. Ne tražim istinu (Zlatko Sabolek – Mato Došen)
9. Niko ne zna, kako mi je (Marina Tucaković – Mato Došen)
10. Jesenje lišće (Narodna – Mato Došen)